# Dawn Burrellová
Dawn Burrellová (nepřechýleně Dawn C. Burrell-Campbell) ( * 1. listopadu 1973) je bývalá americká atletka, halová mistryně světa (2001) ve skoku dalekém.

## Kariéra
V roce 1999 obsadila v soutěži dálkařek na světovém šampionátu šesté místo. O rok později na olympiádě v Sydney skončila mezi dálkařkami desátá. Jejím největším úspěchem je titul halové mistryně světa ve skoku do dálky z roku 2001. V Lisabonu zvítězila ve svém osobním rekordu 703 cm.